# Тополовая (приток Большой Хапицы)
Тополовая — река на полуострове Камчатка в России. Протекает по территории Усть-Камчатского района. Длина реки — 29 км.
Начинается на северном склоне горы Шиш, входящей в состав хребта Кумроч. Течёт в общем северо-западном направлении по гористой местности. Впадает в реку Большая Хапица справа на расстоянии 60 км от её устья на высоте 68,4 метра над уровнем моря.
Вблизи устья реки её ширина составляет 18 метров, глубина — 1,5 метра, дно каменистое. Скорость течения 2 м/с.
Основной приток — ручей Свободный.
Названа по произрастающим по берегу тополям.
По данным государственного водного реестра России относится к Анадыро-Колымскому бассейновому округу.
- Код водного объекта — 19070000112120000017756[3]